# Ramon Bruguera i Álvarez
Ramon Bruguera i Álvarez (Barcelona, 21 de maig de 1899 - Barcelona, 24 de maig de 1988) fou un futbolista català de les dècades de 1910 i 1920.

## Trajectòria
Formà part del gran equip del FC Espanya que destacà al Campionat de Catalunya durant la dècada de 1910. Defensà els colors del club entre 1916 i 1919 i fou campió de Catalunya el 1916-17. El 1919 fitxà pel RCD Espanyol i a les darreries de 1920 passà al FC Barcelona. Jugà al Barcelona fins al 1926, anys en els quals el club guanyà 3 campionats d'Espanya i 5 de Catalunya, no obstant Bruguera no fou mai titular indiscutible en coincidir amb homes com Ricard Zamora, Joaquín Pascual i Franz Platko. El dia 19 de juny de 1927 fou objecte d'un homenatge per part del Barcelona, juntament amb el seu company Francesc Vinyals, amb la celebració d'un partit de futbol en el qual el Barça vencé la UE Sants per 5 gols a 2. La temporada 1927-28 jugà a la UE Sant Andreu, cloent la seva trajectòria futbolística.
Fou internacional amb la selecció catalana de futbol entre 1918 i 1921.
Es va retirar del futbol a causa d'una greu lesió mentre va ser jugador del FC Barcelona. Va ser el primer porter en aturar la pilota als peus dels jugadors. Descansa en el Cementiri de Les Corts al costat del Camp Nou.

## Palmarès
FC Espanya
- Campionat de Catalunya de futbol: 
  - 1916-17

FC Barcelona
- Copa d'Espanya: 
  - 1921-22, 1924-25, 1925-26
- Campionat de Catalunya de futbol: 
  - 1920-21, 1921-22, 1923-24, 1924-25, 1925-26